# 加群の層
数学において，O 加群の層 (sheaf of O-modules) あるいは単に環付き空間 (X, O) 上の O 加群 (O-module) とは，層 F であって，X の任意の開部分集合 U に対し，F(U) が O(U) 加群であり，制限写像 F(U) → F(V) が制限写像 O(U) → O(V) と整合的なもの，すなわち O(U) の任意の f と F(U) の任意の s に対し，fs の制限が f の制限と s の制限との積であるものである．
標準的な場合は X がスキームで O がその構造層であるときである．O が定数層 {\displaystyle {\underline {\mathbf {Z} }}} のとき，O 加群の層はアーベル群の層（すなわちアーベル層）と同じである．
X が環 R の素スペクトルであるとき，任意の R 加群は自然に OX 加群を定義する（associated sheaf と呼ばれる）．同様に，R が次数環で X が R の Proj であるとき，任意の次数加群は自然に OX 加群を定める．そのように生じる O 加群は準連接層の例であり，実は，アファインあるいは射影スキーム上，すべての準連接層はこのようにして得られる．
環付き空間上の加群の層はアーベル圏をなす．さらに，この圏は充分単射的対象を持ち，したがって層係数コホモロジー {\displaystyle \operatorname {H} ^{i}(X,-)} を大域切断関手 {\displaystyle \Gamma (X,-)} の i 次右導来関手として定義でき，実際そう定義する．

## 例
- 環付き空間 (X, O) が与えられ，F が O の O 部分加群であるとき，それは O のイデアルの層あるいはイデアル層（英語版）と呼ばれる，なぜならば X のすべての開部分集合 U に対し，F(U) は環 O(U) のイデアルであるからである．
- X を n 次元の滑らかな代数多様体とすると，X の接層（英語版）は余接層（英語版） {\displaystyle \Omega _{X}} の双対であり，標準層 {\displaystyle \omega _{X}} は {\displaystyle \Omega _{X}} の n 次外冪（行列式）である．

## 演算
(X, O) を環付き空間とする．F と G が O 加群のとき，それらのテンソル積は，
{\displaystyle F\otimes _{O}G} あるいは {\displaystyle F\otimes G}
と表記され，前層 {\displaystyle U\mapsto F(U)\otimes _{O(U)}G(U)} に伴う層である O 加群である．（層化が避けられないことを見るには，{\displaystyle O(1)\otimes O(-1)=O} の大域切断を計算せよ，ここで O(1) は射影空間上のセールの捩り層である．）
同様に，F と G が O 加群のとき，
{\displaystyle {\mathcal {H}}om_{O}(F,G)}
は層 {\displaystyle U\mapsto \operatorname {Hom} _{O|_{U}}(F|_{U},G|_{U})} である O 加群を表す．とくに，O 加群
{\displaystyle {\mathcal {H}}om_{O}(F,O)}
は F の双対加群と呼ばれ，{\displaystyle {\check {F}}} と表記される．注意：任意の O 加群 E, F に対し，自然な準同型
{\displaystyle {\check {E}}\otimes F\to {\mathcal {H}}om_{O}(E,F)}
が存在し，E が階数有限の局所自由層であるとき，これは同型である．とくに，L が階数 1 の局所自由であるとき（そのような L は可逆層あるいは直線束と呼ばれる），これは
{\displaystyle {\check {L}}\otimes L\simeq O}
となり，したがって可逆層の同型類たちは群をなす．この群は X のピカール群と呼ばれ，一次コホモロジー群 {\displaystyle \operatorname {H} ^{1}(X,{\mathcal {O}}^{*})} と（チェックコホモロジーによる標準的な議論によって）カノニカルに同一視される．
E が階数有限の局所自由層であれば，ペアリングによって与えられる O 線型写像 {\displaystyle {\check {E}}\otimes E\simeq \operatorname {End} _{O}(E)\to O} がある；それは E の跡写像と呼ばれる．
任意の O 加群 F に対し，F のテンソル代数，外積代数，対称代数が同じように定義される．例えば，k 次外冪
{\displaystyle \wedge ^{k}F}
は前層 {\displaystyle U\mapsto \wedge _{O(U)}^{k}F(U)} に伴う層である．F が階数 n で局所自由ならば，{\displaystyle \wedge ^{n}F} は F の行列式直線束と呼ばれ（技術的には可逆層であるが），det(F) と書かれる．自然な完全対
{\displaystyle \wedge ^{r}F\otimes \wedge ^{n-r}F\to \operatorname {det} (F)}
がある．
f: (X, O) →(X', O') を環付き空間の射とする．F が O 加群のとき，順像層 {\displaystyle f_{*}F} は自然な写像 O' →f*O により O' 加群である（そのような自然な写像は環付き空間の射のデータの一部である）．
G が O' 加群であるとき，G の逆像 {\displaystyle f^{*}G} である加群は加群のテンソル積として与えられる O 加群である：
{\displaystyle f^{-1}G\otimes _{f^{-1}O'}O}
ただし f−1G は G の逆像層であり，{\displaystyle f^{-1}O'\to O} は {\displaystyle O'\to f_{*}O} から随伴によって得られる．
{\displaystyle f_{*}} と {\displaystyle f^{*}} の間には随伴の関係がある：任意の O 加群 F と O′ 加群 G に対して，アーベル群として
{\displaystyle \operatorname {Hom} _{O}(f^{*}G,F)\simeq \operatorname {Hom} _{O'}(G,f_{*}F)}
が成り立つ．projection formulaもある： O 加群 F と階数有限の局所自由 O′ 加群 E に対して，
{\displaystyle f_{*}(F\otimes f^{*}E)\simeq f_{*}F\otimes E}
が成り立つ．

## 性質
(X, O) を環付き空間とする．O 加群 F が大域切断によって生成される (generated by global sections) とは，O 加群の全射
{\displaystyle \oplus _{i\in I}O\to F\to 0}
が存在することをいう．明示的にはこれは，F の大域切断 si であって，各茎 Fx における si の像たちが Fx を Ox 加群として生成するものが存在することを意味する．
そのような層の例は代数幾何学において任意の可換環のスペクトル Spec(R) 上に R 加群 M を付随させるものである．別の例：カルタンの定理Aにより，シュタイン多様体上の任意の連接層は大域切断によって張られる（cf. 下記のセールの定理A）．スキームの理論において，関連する概念は豊富な直線束である．（例えば，L が豊富な直線束であれば，それのある冪が大域切断によって生成される．）
移入 O 加群は脆弱である（すなわちすべての制限写像 F(U) → F(V) が全射である）．脆弱層はアーベル層の圏において非輪状であるから，これは次のことを意味する：O 加群の圏における大域切断関手 {\displaystyle \Gamma (X,-)} の i 次右導来関手がアーベル層の圏における通常の i 次層コホモロジーと一致する．

## 加群に付随する層
M を環 A 上の加群とする．X = Spec A とおく．任意の対 {\displaystyle D(f)\subset D(g)} に対して，局所化の普遍性により，{\displaystyle \rho _{g,f}=\rho _{g,h}\circ \rho _{h,f}} なる性質を持つ自然な写像
{\displaystyle \rho _{g,f}:M[g^{-1}]\to M[f^{-1}]}
が存在する．すると
{\displaystyle D(f)\mapsto M[f^{-1}]}
は対象が集合 D(f) で射が集合の包含である圏からアーベル群の圏への反変関手である．それは実は B-層（すなわち貼り合わせの公理を満たす）であり，したがって M に付随する層と呼ばれる X 上の層 {\displaystyle {\widetilde {M}}} を定義することを示すことができる．
最も基本的な例は X 上の構造層，すなわち {\displaystyle {\mathcal {O}}_{X}={\widetilde {A}}} である．さらに，{\displaystyle {\widetilde {M}}} は {\displaystyle {\mathcal {O}}_{X}={\widetilde {A}}} の構造を持ち，したがって A 上の加群の圏 ModA から {\displaystyle {\mathcal {O}}_{X}} 上の加群の圏への完全関手 {\displaystyle M\mapsto {\widetilde {M}}} を得る．それは ModA から X 上の準連接層の圏への同型を定義し，逆射は大域切断関手 {\displaystyle \Gamma (X,-)} である．X がネーター的スキームのときには，関手は有限生成 A 加群の圏から X 上の連接層の圏への同型である．
構成は以下の性質を持つ：任意の A 加群 M, N に対し，
- {\displaystyle M[f^{-1}]^{\sim }={\widetilde {M}}|_{D(f)}}.[9]
- A の任意の素イデアル p に対し，Op = Ap 加群として {\displaystyle {\widetilde {M}}_{p}\simeq M_{p}}.
- {\displaystyle (M\otimes _{A}N)^{\sim }\simeq {\widetilde {M}}\otimes _{\widetilde {A}}{\widetilde {N}}}.[10]
- M が有限表示のとき，{\displaystyle \operatorname {Hom} _{A}(M,N)^{\sim }\simeq {\mathcal {H}}om_{\widetilde {A}}({\widetilde {M}},{\widetilde {N}})}.[10]
- {\displaystyle \operatorname {Hom} _{A}(M,N)\simeq \Gamma (X,{\mathcal {H}}om_{\widetilde {A}}({\widetilde {M}},{\widetilde {N}}))}, なぜなら ModA と X 上の準連接層の圏の間の同値があるから．
- {\displaystyle (\varinjlim M_{i})^{\sim }\simeq \varinjlim {\widetilde {M_{i}}}};[11] とくに，直和を取ることと ~ は可換である．

## 次数付き加群に付随する層
前の節の構成と同値の次数付きの類似がある．R を R0 代数（R0 は次数 0 部分）として次数 1 の元で生成される次数環とし，M を次数 R 加群とする．X を R の Proj とする（したがって X は射影スキームである）．するとある O 加群 {\displaystyle {\widetilde {M}}} が存在して，R の次数が正の任意の斉次元 f に対して，アフィンスキーム {\displaystyle \{f\neq 0\}=\operatorname {Spec} (R[f^{-1}]_{0})} 上の加群の層として自然な同型
{\displaystyle {\widetilde {M}}|_{\{f\neq 0\}}\simeq (M[f^{-1}]_{0})^{\sim }}
がある；実際，これは {\displaystyle {\widetilde {M}}} を貼り合わせによって定義している．
例：R(1) を R(1)n = Rn+1 によって与えられる次数 R 加群とする．このとき {\displaystyle O(1)={\widetilde {R(1)}}} はセールの捩り層と呼ばれる（自然直線束の双対である）．
F が X 上の O 加群のとき，{\displaystyle F(n)=F\otimes O(n)} と書けば，標準的な準同型
{\displaystyle (\oplus _{n\geq 0}\Gamma (X,F(n)))^{\sim }\to F}
が存在し，これが同型であることと F が準連接であることは同値である．

## 層係数コホモロジーの計算
層コホモロジーは計算が難しいことに定評がある．そのため，次の一般的な事実はどんな実際の計算に対しても基本的である：
定理 ― X を位相空間とし，F をその上のアーベル群の層とし，{\displaystyle {\mathfrak {U}}} を X の開被覆であって {\displaystyle \operatorname {H} ^{i}(U_{i_{0}}\cap \cdots \cap U_{i_{p}},F)=0} がすべての i, p, {\displaystyle U_{i_{j}}\in {\mathfrak {U}}} に対して成り立つものとする．このとき任意の i に対して
{\displaystyle \operatorname {H} ^{i}(X,F)=\operatorname {H} ^{i}(C^{\bullet }({\mathfrak {U}},F))}
が成り立つ．ただし右辺は i 次チェックコホモロジーである．
セールの定理Aにより，X が射影多様体で F がその上の連接層のとき，十分大きい n に対して，F(n) は有限個の大域切断によって生成される．さらに，
(a) 任意の i に対して Hi(X, F) は R0 上有限生成であり，
(b) （セールの定理B）F に依存する整数 n0 が存在して，
{\displaystyle \operatorname {H} ^{i}(X,F(n))=0,\,i\geq 1,n\geq n_{0}}
となる．

## 層の拡大
(X, O) を環付き空間とし，F, H を X 上の O 加群の層とする．H の F による拡大 (extension) とは，O 加群の短完全列
{\displaystyle 0\rightarrow F\rightarrow G\rightarrow H\rightarrow 0}
である．
群の拡大と同様，F と H を固定すれば，H の F による拡大の同値類全体はアーベル群をなし（cf. Baer和），この群は Ext 群 {\displaystyle \mathrm {Ext} _{O}^{1}(H,F)} と同型で，単位元は自明な拡大と対応する．
H が O のとき次が成り立つ．すべての i ≥ 0 に対して
{\displaystyle \operatorname {H} ^{i}(X,F)=\mathrm {Ext} _{O}^{i}(O,F),}
なぜならば両辺とも同じ関手 {\displaystyle \Gamma (X,-)=\operatorname {Hom} _{O}(O,-)} の右導来関手だからである．
注意：著者によっては（特にハーツホーン），添え字 O を書かない．
X をネーター環上の射影スキームとする．F, G を X 上の連接層とし，i を整数とする．するとある n0 が存在して
{\displaystyle \operatorname {Ext} _{O}^{i}(F,G(n))=\Gamma (X,{\mathcal {E}}xt_{O}^{i}(F,G(n))),\,n\geq n_{0}}
となる．